# Patrick Bahners

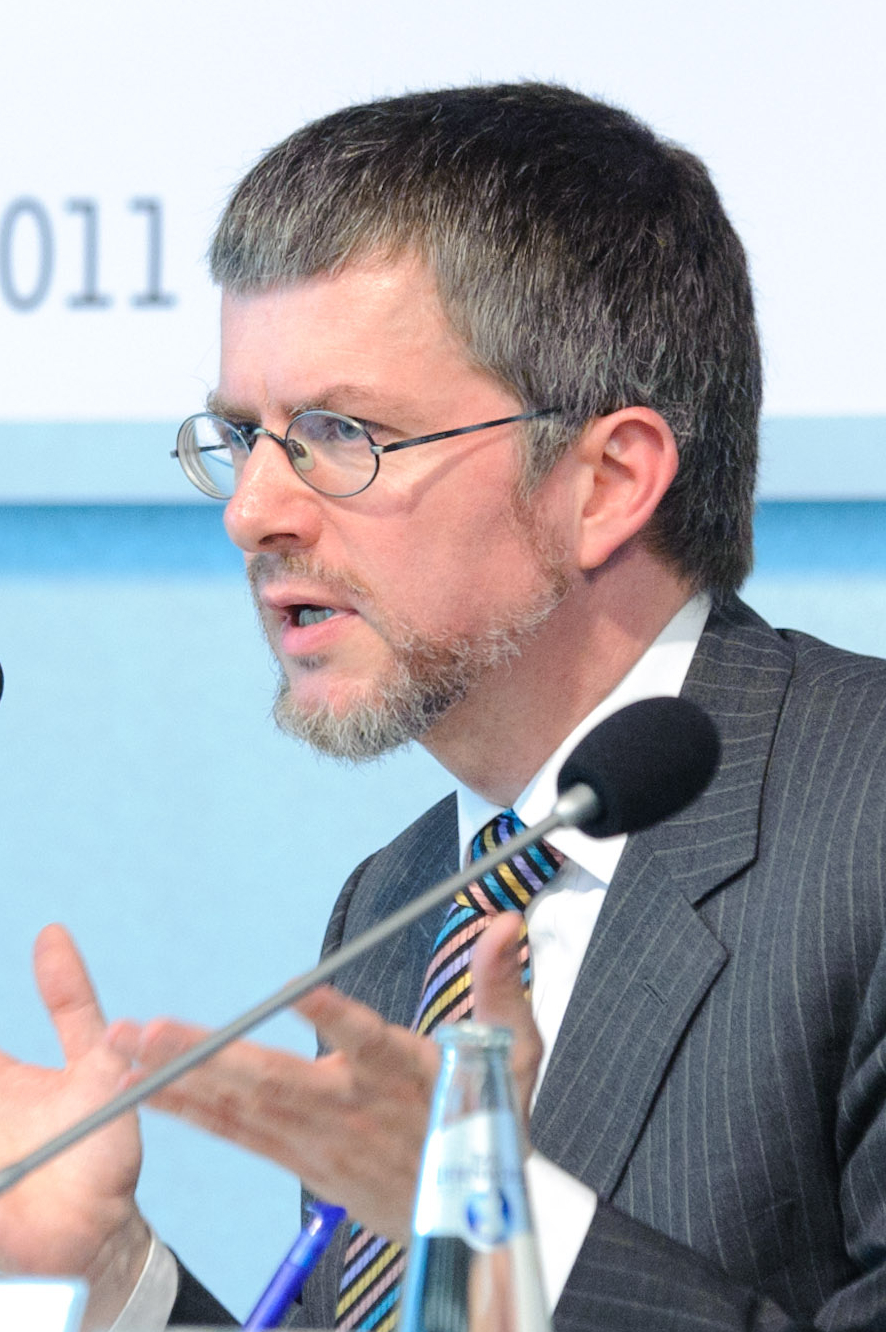
Patrick Bahners (2011)

Patrick Bahners (* 10. Februar 1967 in Paderborn) ist ein deutscher Journalist und Autor.

## Biografie
Bahners ist der älteste von drei Söhnen des Ministerialbeamten Burkhard Bahners und dessen Ehefrau Brigitte Bahners. Er wuchs in Köln und Bonn auf.
Er besuchte das Beethoven-Gymnasium Bonn und studierte Geschichte und Philosophie an der Universität Bonn und der University of Oxford (Worcester College). Seine von Klaus Hildebrand betreute Magisterarbeit trägt den Titel Das Bild der Glorious Revolution im Werk Rankes und Macaulays, ein historiographiegeschichtlicher Vergleich. Er begann ein Promotionsprojekt über die Rezeption von Niccolò Machiavelli bei Thomas Babington Macaulay.
1989 trat er in die Feuilletonredaktion der Frankfurter Allgemeinen Zeitung (FAZ) ein (Redaktionskürzel „pba.“). Von 1993 bis 1997 berichtete er als fester Mitarbeiter des Feuilletons mit Sitz in Bonn, 1997 wurde er Stellvertreter des Feuilletonchefs und verantwortlich für Neue Sachbücher. Im gleichen Jahr zeichnete ihn der Deutsche Anglistenverband mit seinem Journalistenpreis aus. Von 2001 bis Ende 2011 war er Chef des Feuilletons der FAZ. Von 2012 bis 2015 berichtete er als Kulturkorrespondent der Zeitung aus New York. Von Juli 2015 bis Dezember 2017 schrieb Bahners für die FAZ als Kulturkorrespondent aus München, seit 1. Januar 2018 berichtet er – als Nachfolger von Andreas Rossmann – aus Köln über die Kultur in Nordrhein-Westfalen. Seit Dezember 2016 ist er zudem zuständig für das Ressort Geisteswissenschaften der Zeitung.
Bahners hatte Lehraufträge am Historischen Seminar der Universität Bonn und am Institut für Literaturwissenschaft der Universität Frankfurt am Main inne. 2003/2004 war er Fellow am Wissenschaftskolleg zu Berlin. 2012 hatte er die Dahrendorf-Gastprofessur an der Universität Konstanz inne. Er ist Gründungsmitglied des PEN Berlin. Bahners ist Ehrenpräsidente (ein Kofferwort aus Präsident und Ente) der Deutschen Organisation nichtkommerzieller Anhänger des lauteren Donaldismus. Erika Fuchs verwendete seinen Namen in ihrer Übersetzung einer Kurzgeschichte von Carl Barks aus dem Jahr 1948; Donald Duck sucht in der deutschen Fassung einen Antiquitätenladen mit dem Namen „Kunst & Krempel P. Bahners“ auf. Bahners war mehrfach als Referent in der Bibliothek des Konservatismus, die dem Netzwerk der Neuen Rechten zugeordnet wird, zu Gast.

## Bücher
Bahners’ erstes Buch Im Mantel der Geschichte. Helmut Kohl oder die Unersetzlichkeit erschien 1998 im Siedler-Verlag. Im Jahr der Abwahl des damaligen Bundeskanzlers Helmut Kohl nach sechzehn Jahren handelte es vom Mythos von dessen „Unersetzlichkeit“. Der Schriftsteller Rainald Goetz berichtet in seinem Internet-Tagebuch Abfall für Alle (1999) von der Suche nach dem Buch in Berliner Buchhandlungen und gibt darin den Kassenzettel mit Bahners’ Buch wieder, das er bei Hugendubel auf der Friedrichstraße erwirbt. Goetz kritisiert die fehlende Kapitelstruktur des Buchs. Bahners veröffentlichte 2017, im Jahr des Todes von Kohl, eine erheblich erweiterte Ausgabe seines Buches über den ehemaligen Bundeskanzler unter dem Titel Helmut Kohl. Der Charakter der Macht bei C.H. Beck, nun mit Kapitelstruktur. 2014 erschien, ebenfalls bei Beck, eine Summa seiner donaldistischen Forschungen unter dem Titel Entenhausen. Die ganze Wahrheit.

### Die Panikmacher(2011)

#### Entstehung und Inhalt
2011 publizierte Bahners beim Verlag C. H. Beck das Buch Die Panikmacher. Die deutsche Angst vor dem Islam. Eine Streitschrift, das auf Überlegungen basiert, die sich in seinen FAZ-Artikeln der letzten Jahre spiegelten. Er behandelt dort islamfeindliche Tendenzen in Deutschland wie in ganz Europa. Einige Aspekte hatte er bereits zuvor in Reden vor der Katholischen Akademie Berlin und in der Humboldt-Universität sowie in einem Aufsatz in den Blättern für deutsche und internationale Politik öffentlich vertreten.
Die Textsorte der Streitschrift wird betont durch die Motti der einzelnen Kapitel, die Schriften Gotthold Ephraim Lessings, unter anderem dessen klassischer Streitschrift Anti-Goeze entnommen sind. Das Buch verzichtet auf einen wissenschaftlichen Fußnotenapparat, die Zitate sind in einem enggedruckten elfseitigen Belegteil nachgewiesen.
Bahners setzt sich in sieben Kapiteln mit einer Islamkritik auseinander, die er als bedenklich für das politische Klima in Deutschland ansieht. Zunächst stehen die Kontroversen um die Aussagen des damaligen Bundespräsidenten Christian Wulff zum Islam in Deutschland sowie um Thilo Sarrazins im Zentrum. Das zweite Kapitel behandelt kritisch einige von Bahners als typisch betrachtete Vertreter der These, der Islam sei auf die Welteroberung fixiert, auf deutscher Seite insbesondere Hans-Jürgen Irmer, Udo Ulfkotte und Hans-Peter Raddatz, und stellt die These auf, dass es mittlerweile eine internationale Vernetzung der Islamkritik gebe. Darauf folgt eine umfangreiche Auseinandersetzung mit dem Kopftuchurteil des Bundesverfassungsgerichts und den öffentlichen und staatlichen Reaktionen darauf (Kapitel 3). Werk und Biografie von Necla Kelek bilden das Thema des vierten Kapitels. Das fünfte Kapitel enthält eine eingehende Geschichte des Einbürgerungstests in Baden-Württemberg, den Bahners mit einem Begriff der zeitgenössischen Presseberichterstattung als „Muslim-Test“ bezeichnet.
In seiner Streitschrift wendete sich Bahners gegen Islamkritiker wie zum Beispiel Ayaan Hirsi Ali, Henryk M. Broder, Ralph Giordano, Necla Kelek, Thilo Sarrazin und Alice Schwarzer. Dabei glaubte Bahners, amerikanische Einflüsse auf die von ihm beschriebene Islamkritik zu erkennen. Er konstatierte: „Es gibt eine islamkritische Internationale.“
Ein großer Teil des Buches behandelt die Neutralität des Staates sowie die Legitimierung von Rechtsnormen. So kritisierte Bahners das mit der Neutralität des Staates begründete Kopftuchverbot für Lehrerinnen in diversen Landesgesetzen, insbesondere bezüglich der Klagen der Lehrerin Fereshta Ludin: „Es geht aus dem Grundgesetz nicht hervor, ob eine Frau sich in der Öffentlichkeit verschleiern soll oder nicht. Der neutrale Staat, als dessen Repräsentantin Fereshta Ludin angeblich nicht geeignet war, ist gerade in solchen Fragen neutral.“ Die Neutralität eines gläubigen Lehrers ist laut Bahners gegeben, wenn er „seine Frömmigkeit nicht ungefragt Thema werden lässt“.
Die Neutralität des Staates endet für Bahners aber nicht mit der Ermöglichung individueller Religionsfreiheit: „Wenn der Rechtsstaat die Scharia als Prinzip religiöser Legitimierung von Rechtsnormen nicht wohlwollend betrachten oder auch nur neutral beobachten kann, dann darf dieser Staat auch kein Kirchenrecht gelten lassen (…).“ Dagegen ist laut Bahners der „Sonderbegriff“ der negativen Religionsfreiheit „im Zeitalter der Freiwilligkeit aller religiösen Betätigung … eigentlich erledigt“.
Bahners wirft Islamkritikern vor, sie steigerten die Attraktivität ihrer Argumente mit einer „radikale(n) Vereinfachung der Weltverhältnisse“. Zum Beleg zitiert er Henryk M. Broder, gemäß dem „eine direkte Linie von der Al Qaida im Irak und der Intifada in Palästina zu den Jugendlichen mit ‚Migrationshintergrund‘ in Neukölln und Moabit“ führe. Zwar werde das von Bahners Islamkritikern unterstellte Bild, gemäß dem die „Schulschwänzer in Neukölln Kampfgenossen der Selbstmordattentäter von Bagdad“ seien, scheinbar durch eine Studie des Kriminologischen Forschungsinstituts Niedersachsen (KFN) über Gewalterfahrungen Jugendlicher gestützt. Diesem Eindruck, wie er insbesondere in Vorabveröffentlichungen in der Presse wiedergegeben worden sei, widerspricht Bahners allerdings nachdrücklich unter Bezug auf die Ergebnisse der Studie.

#### Reaktionen

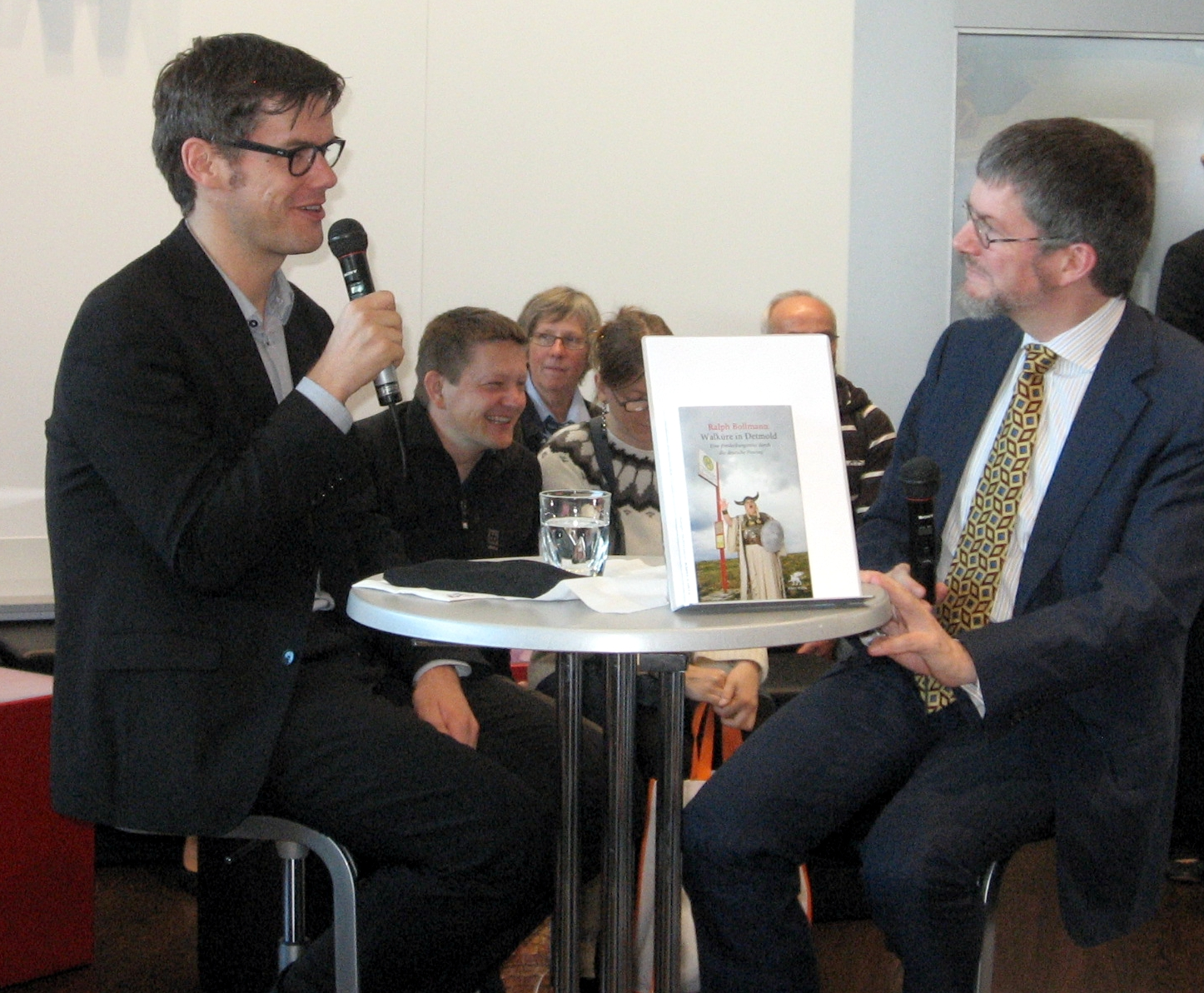
Patrick Bahners (rechts) mit Ralph Bollmann auf der Frankfurter Buchmesse 2011

Ilija Trojanow stimmte Bahners in der FAZ mit den Worten zu, er habe „einen demagogischen Zirkus analysiert“. Thomas Steinfeld, selbst von Bahners im Buch zitiert, sprach in der Süddeutschen Zeitung gar von einem „Meisterwerk der Aufklärung“. Christian Schlüter wertete Bahners’ Buch in der Frankfurter Rundschau als eine „Analyse des islamophoben Wutbürgertums“.
Die von Bahners kritisierten Autoren Sarrazin und Broder äußerten sich negativ über sein Buch; Broder warf Bahners unter anderem eine „verschwörungstheoretische Beweiskette“ vor.
Auch andere Publizisten und Schriftsteller äußerten sich kritisch. Die Publizistin Bettina Röhl bezeichnete Bahners als „furchtbare[n] Journalist[en]“. Monika Maron kritisierte, dass Bahners „ein Pamphlet über die deutschen Islam-Kritiker geschrieben“ habe, „das die westlichen Werte gering schätzt, die Freiheit der Frauen verachtet und zugleich zeigt, wie wenig der Stubenpublizist über die Wirklichkeit weiß“. Matthias Matussek bezeichnete Bahners als „falschen Aufklärer“: „Ja, ist es nicht geradezu makaber, wie Bahners aus dem gepolsterten Sessel eines Feuilletonisten heraus einer Frau wie Hirsi Ali mit ihrer Leidensgeschichte die leidenschaftliche Absage an jene Religion vorzuwerfen, die sie verkrüppelt hat? Hat man so von oben herab eigentlich auch katholische Missbrauchsopfer behandelt?“ Klaus von Dohnanyi meinte: „An keiner Stelle beschäftigt sich Bahners mit der Dynamik des politischen Islam. Dem Buch fehlt jede historische Dimension … je weiter man in Bahners ‚Panikmacher‘ vorankommt, desto ärgerlicher wird es, dass er den ernsthaften Teil der Islamkritik entweder völlig ausblendet oder unvollständig – und teilweise sogar verfälschend – zitiert … Man kann Bahners den Vorwurf nicht ersparen, dass er an einer ernsthaften Debatte offenbar gar nicht interessiert ist.“
2011 wurde Bahners für Die Panikmacher für den Preis der Leipziger Buchmesse in der Kategorie Sachbuch/Essayistik nominiert.

## Veröffentlichungen
- Im Mantel der Geschichte. Helmut Kohl oder die Unersetzlichkeit. Siedler, Berlin 1998, ISBN 3-88680-658-8.
- als Herausgeber mit Gerd Roellecke: 1848 – Die Erfahrung der Freiheit (= Motive, Texte, Materialien. MTM. Bd. 83). Müller, Heidelberg 1998, ISBN 3-8114-3599-X.
- als Herausgeber mit Gerd Roellecke: Preußische Stile. Ein Staat als Kunststück. Klett-Cotta, Stuttgart 2001, ISBN 3-608-94290-4.
- als Herausgeber mit Alexander Cammann: Bundesrepublik und DDR. Die Debatte um Hans-Ulrich Wehlers „Deutsche Gesellschaftsgeschichte“. C. H. Beck, München 2009, ISBN 978-3-406-58582-1.
- Die Panikmacher. Die deutsche Angst vor dem Islam. Eine Streitschrift. C.H. Beck, München 2011, ISBN 978-3-406-61645-7[27] und als Taschenbuch, mit aktuellem Nachwort des Autors (= dtv 34721). Ungekürzte Ausgabe. Deutscher Taschenbuch-Verlag, München 2012, ISBN 978-3-423-34721-1.
- als Herausgeber: Gerd Roellecke: Wissenschaftsgeschichte in Rezensionen. Mohr Siebeck, Tübingen 2013, ISBN 978-3-16-152323-6.
- Entenhausen. Die ganze Wahrheit. C.H. Beck, München 2014, ISBN 978-3-406-44802-7.
- Prousts Alexanderroman. In: Jan Timmer, Rüdiger Kinsky (Hrsg.): Fröhliche Altertumswissenschaft. Festbuch für Wolfgang Will zum 65. Geburtstag (= Antiquitas. Reihe 1: Abhandlungen zur alten Geschichte. Bd. 64). Dr. Rudolf Habelt GmbH, Bonn 2014, ISBN 978-3-7749-3900-4, S. 171–193.
- Helmut Kohl. Der Charakter der Macht. C. H. Beck, München 2017, ISBN 978-3-406-70886-2.
- Die Wiederkehr. Die AfD und der neue deutsche Nationalismus. Klett-Cotta, Stuttgart 2023, ISBN 978-3-608-98689-1.
- Kampagne in Deutschland. Bénédicte Savoy und der Streit um die Raubkunst, zu Klampen, Springe 2023, ISBN 978-3-86674-825-5.